# Ingrid Undeland
Ingrid Kristina Undeland, född 21 maj 1968 i Uddevalla, är en svensk livsmedelsforskare och professor i livsmedelsvetenskap vid Chalmers tekniska högskola i Göteborg.

## Biografi
Ingrid Undeland tog sin masterexamen i Food science vid Högskolan i Kalmar (nuvarande Linnéuniversitetet) 1992. År 1998 disputerade hon vid Chalmers tekniska högskola med doktorsavhandlingen Lipid oxidation in fillets of herring (Clupea harengus) during processing and storage varpå hon tog en postdoc vid University of Massachusetts i USA.
Som professor vid Chalmers tekniska högskola leder hon en forskargrupp som fokuserar på marina livsmedel såsom fisk, skaldjur och alger i syfte att göra livsmedelshanteringen och -industrin mer hållbar och minska matsvinnet.

## Priser och utmärkelser
Ingrid Undeland har tagit emot en rad utmärkelser och priser. Exempelvis:
- AOCS Honored Student Award [4], 1997
- The AOCS Health and Nutrition Division Student Excellence Award[5], 1997
- The West European Fish Technologists Association (WEFTA) award[6], 2011

## Internationella engagemang
Ingrid Undeland har engagerat sig i diverse organisationer och styrelser. Exempelvis:
- 2003 - Svensk representant i Nordic Lipidforums styrelse[7]
- 2004 - Svensk representant i WEFTA (West European Fish Technologists Association)[8]
- 2011 - Svensk representant i Eurofoodchem Division (FCD) av European Association for Chemical and Molecular Sciences (EuCheMS)[9]
- 2011 - Chair of the 41st West European Fish Technologists Association (WEFTA) conference, Gothenburg, Sweden[10].